# Mali (Dholkha)
Mali (nep. माली) – gaun wikas samiti w środkowej części Nepalu w strefie Dźanakpur w dystrykcie Dholkha. Według nepalskiego spisu powszechnego z 2001 roku liczył on 686 gospodarstw domowych i 3189 mieszkańców (1630 kobiet i 1559 mężczyzn).